# Натальська колонія
Колонія Наталь або ж Натальська колонія (англ. "The Colony of Natal") була британською колонією на південному сході Африки. Вона була проголошена британською колонією 4 травня 1843 року після того, як британський уряд анексував бурську Республіку Наталь, а 31 травня 1910 року об'єдналася з трьома іншими колоніями, утворивши Південно-Африканський Союз, як одну з його провінцій. Зараз це провінція Квазулу-Натал у Південній Африці.
Спочатку вона була лише наполовину меншою за нинішню провінцію, а її північно-східні кордони утворювали річки Тугела і Буффало, за якими лежало незалежне Королівство Зулуленд(мовою зулусів — квазулу).
Запеклий конфлікт із зулуським населенням призвів до евакуації Дурбану, і врешті-решт, під військовим тиском бури прийняли британську анексію в 1844 році. У регіон було призначено британського губернатора, і багато поселенців емігрували з Європи та Капської колонії. У 1860-х роках британці заснували цукрову промисловість. Власникам ферм було важко залучити зулуських робітників до роботи на своїх плантаціях, тому британці привезли тисячі підневільних робітників з Індії. В результаті імпорту індійських робітників Дурбан став місцем найбільшої концентрації індійців за межами Індії.

## Британське поселення
У 1823 році Френсіс Фаревел, колишній лейтенант британського флоту, разом з іншими купцями Кейптауна заснував компанію для торгівлі з аборигенами південно-східного узбережжя. На бригу «Солсбері» під командуванням Джеймса С. Кінга, який був мічманом на флоті, Феревелл відвідав Порт-Натал (сучасна територія міста Дурбан), затоки Сент-Люсія і Делагоа. Подорож не була успішною з точки зору торгівлі, але Фаревелл був настільки вражений можливостями Наталя як для торгівлі, так і для колонізації, що вирішив оселитися в порту. Він поїхав з десятьма компаньйонами, серед яких був Генрі Френсіс Фінн. Всі інші, окрім Форевела і Фінна, швидко повернулися на мис, але до тих двох, що залишилися, приєдналися троє моряків: Джон Кейн, Генрі Огл і Томас Холстед. Форевел, Фінн та інші вирушили до королівського крааля Шака і, вилікувавши його від рани і зробивши йому різні подарунки, отримали документ, датований 7 серпня 1824 року, про передачу «Ф. Г. Форевелу і компанії» у вічне володіння земельної ділянки, включаючи «порт або гавань Наталя». 27-го числа того ж місяця Форевелл оголосив придбану ним територію британським володінням. У 1825 році до нього приєднався Кінг, який тим часом відвідав Англію і отримав від уряду рекомендаційний лист до лорда Чарльза Сомерсета, губернатора Капської провінції, з проханням надати Кінгу дозвіл оселитися в Натал. Попрощавшись, Кінг і Фінн заснували незалежні поселення в різних частинах бухти.
У 1834 році на петицію кейптаунських купців з проханням про створення британської колонії в Натал було отримано відповідь, що фінанси Капської провінції не дозволять створити нову залежну територію. Купці, однак, відправили експедицію під керівництвом доктора Ендрю Сміта для вивчення можливостей землі, і сприятливий характер його звіту спонукав партію бурів під керівництвом Піта Уйса, в тому числі Яна Бант'єса, також вирушити туди. І Сміт, і Уйс подорожували суходолом через Кафрарію і були добре прийняті англійцями, що жили в бухті. Наступним етапом стали поселенці порту, які в 1835 році вирішили заснувати місто, яке вони назвали Дурбан, на честь Бенджаміна Д'Урбана, тодішнього губернатора Капської колонії. Тоді ж поселенці, яких було близько 50, надіслали губернатору меморандум, в якому звертали увагу на те, що вони є визнаними правителями великої території на південь від річки Тугела, і просили проголосити цю територію британською колонією та призначити губернатора і раду. На всі ці прохання не було отримано жодної офіційної відповіді. У 1825 році до поселенців приєднався Аллен Френсіс Гардінер, морський офіцер, головною метою якого була євангелізація тубільців. За підтримки торговців він заснував місіонерську станцію на пагорбі з видом на затоку. У 1837 році британський уряд надав Гардінеру повноваження здійснювати юрисдикцію над торговцями. Вони, однак, відмовилися визнати владу Гардінера, а від уряду Капської провінції він не отримав жодної підтримки.
Наступна хвиля імміграції складалася з втечі бурів від британського правління в Капській колонії в ході Великого Треку, які витіснили англійських поселенців у Порт-Натал. У травні 1838 року бури взяли порт під свій контроль і невдовзі заснували Республіку Наталь. Республіка страждала від дезорганізованого уряду і поганих відносин із зулусами. 2 грудня 1841 року сер Джордж Томас Напір, губернатор Капської колонії, видав прокламацію про намір відновити британську військову окупацію Порт-Наталу. Більшість воортрекерів (учасників Великого треку) виїхали до 1843 року.

## Британська анексія
Наталь було проголошено британською колонією у 1843 році, а управління нею здійснювалося з Капської колонії. Однак лише наприкінці 1845 року, коли було встановлено ефективну адміністрацію на чолі з Мартіном Вестом на посаді віце-губернатора, владі бурського Фольксрааду нарешті прийшов кінець.
У квітні 1842 року лорд Стенлі, тодішній державний секретар у справах війни і колоній у другій адміністрації Піла, писав серу Джорджу Нап'єру, що заснування колонії в Натал буде малоперспективним, але в той же час заявив, що претензії емігрантів на те, щоб їх вважали незалежною спільнотою, не можуть бути прийняті до уваги. Були запропоновані різні заходи, які лише погіршили б ситуацію. Врешті-решт, прислухавшись до наполегливої позиції сера Джорджа Нап'єра, лорд Стенлі в повідомленні від 13 грудня, отриманому в Кейптауні 23 квітня 1843 року, дав згоду на те, щоб Наталь став британською колонією. Ухвалені інституції повинні були максимально відповідати бажанням народу, але основною умовою було те, що «в очах закону не повинно бути ніяких відмінностей або дискримінації, заснованих лише на різниці кольору шкіри, походження, мови або віросповідання». Потім сер Нап'єр призначив Генрі Клоєта спеціальним комісаром, який мав пояснити натальському фольксрааду рішення уряду.
Значна частина натальських бурів все ще була налаштована рішуче проти британців, і вони були підкріплені численними загонами бурів, які прибули через Драконові гори з міста Вінбурга і Потчефструма. Комендант Вінбурга Ян Мокке (який допомагав брати в облогу капітана Сміта в Дурбані) та інші представники «військової партії» намагалися схилити фольксраад до непокори, і був сформований план вбивства Преторіуса, Бошофа та інших лідерів, які тепер були переконані, що єдиним шансом покласти край стану повної анархії, в який впала країна, є прийняття британського суверенітету. За цих обставин завдання Генрі Клоєта було дуже складним і делікатним. Він поводився з максимальним тактом і позбувся міщан Вінбурга і Потчефструма, заявивши, що він повинен рекомендувати Дракенсберг як північну межу Наталя. 8 серпня 1843 року народні збори Наталу одноголосно погодилися на умови, запропоновані лордом Стенлі. Багато бурів, які не бажали визнавати британське панування, знову вирушили в похід через гори на територію провінцій Помаранчева Вільна Держава і Трансвааль. Наприкінці 1843 року в Натал залишилося не більше 500 голландських сімей.
Перед поверненням до Капської провінції Клоєт відвідав Мпанде і домігся від нього цінної поступки. Досі річка Тугела від витоку до гирла була визнаним кордоном між Наталом і Зулуландом. Мпанде поступився кололнії Наталу всією територією між річками Буффало і Тугела, яка тепер утворює округ Кліп-Рівер.

## Зростання колонії
Раннє зростання населення колонії було зумовлене переселенням з Великої Британії між 1849 і 1851 роками, коли в період між 1848 і 1851 роками прибуло близько 4500 емігрантів. З часу прибуття перших значних груп британських поселенців розпочався розвиток торгівлі та сільського господарства в колонії, а дещо пізніше — експлуатація мінеральних ресурсів країни. У той же час в колонії були засновані школи і різні церкви, які почали або збільшили свою роботу. Джон Коленсо, призначений єпископом Наталя, прибув у 1854 році. У 1856 році було покладено край залежності країни від Капської колонії, і Наталь став окремою колонією із законодавчою радою з шістнадцяти членів, дванадцять з яких були обрані жителями, а четверо призначені Короною. На той час населення поселенців та їхніх нащадків перевищувало 8000 осіб. У період залежності від Капської провінції були прийняті постанови, що встановлювали римсько-голландське право як право Наталу, і воно залишалося чинним, за винятком тих випадків, коли до нього вносилися зміни на законодавчому рівні.
14 вересня 1876 року Колоніальний офіс у Великій Британії отримав телеграму від сера Генрі Барклі з Кейптауна про неминучий крах Трансваалю, оскільки президент Трансваалю Бурґер і його люди були розбиті після нападу на Секукуне I і його народ педі. Це підштовхнуло Генрі Герберта, 4-го графа Карнарвона, який отримав дозвіл Дізраелі призначити сера Теофіла Шепстоуна (відомого на зулуській мові як Сомцеу, що означає «батько нації»), який протягом 30 років служив адміністратором Наталу, спочатку дипломатичним агентом у справах корінних племен, а потім секретарем у справах корінних народів, спеціальним комісаром у Трансваалі. 15 грудня 1876 року Шепстоун з 25 військовими з кінної поліції Наталу та іншими вирушив з Пітермаріцбурга до Преторії, щоб приєднати Трансвааль; прибувши 27 січня 1877 року, він був зустрінутий сердечним прийомом. Ця суперечлива британська анексія Трансваалю була зірвана, коли Сехухуне нібито підписав мирний договір з бурами, усунувши головне виправдання для британської інтервенції в Трансвааль на той час. Тим не менш, напруженість між британськими колоністами і зулусами продовжувала наростати, що призвело до англо-зулуської війни. Після початкової поразки британці змогли завоювати Зулуленд, де встановили протекторат над розділеним королівством. Однак це виявилося незадовільним для колоніального уряду, і через вісімнадцять років королівства були приєднані до колонії Наталь, подвоївши її розмір.

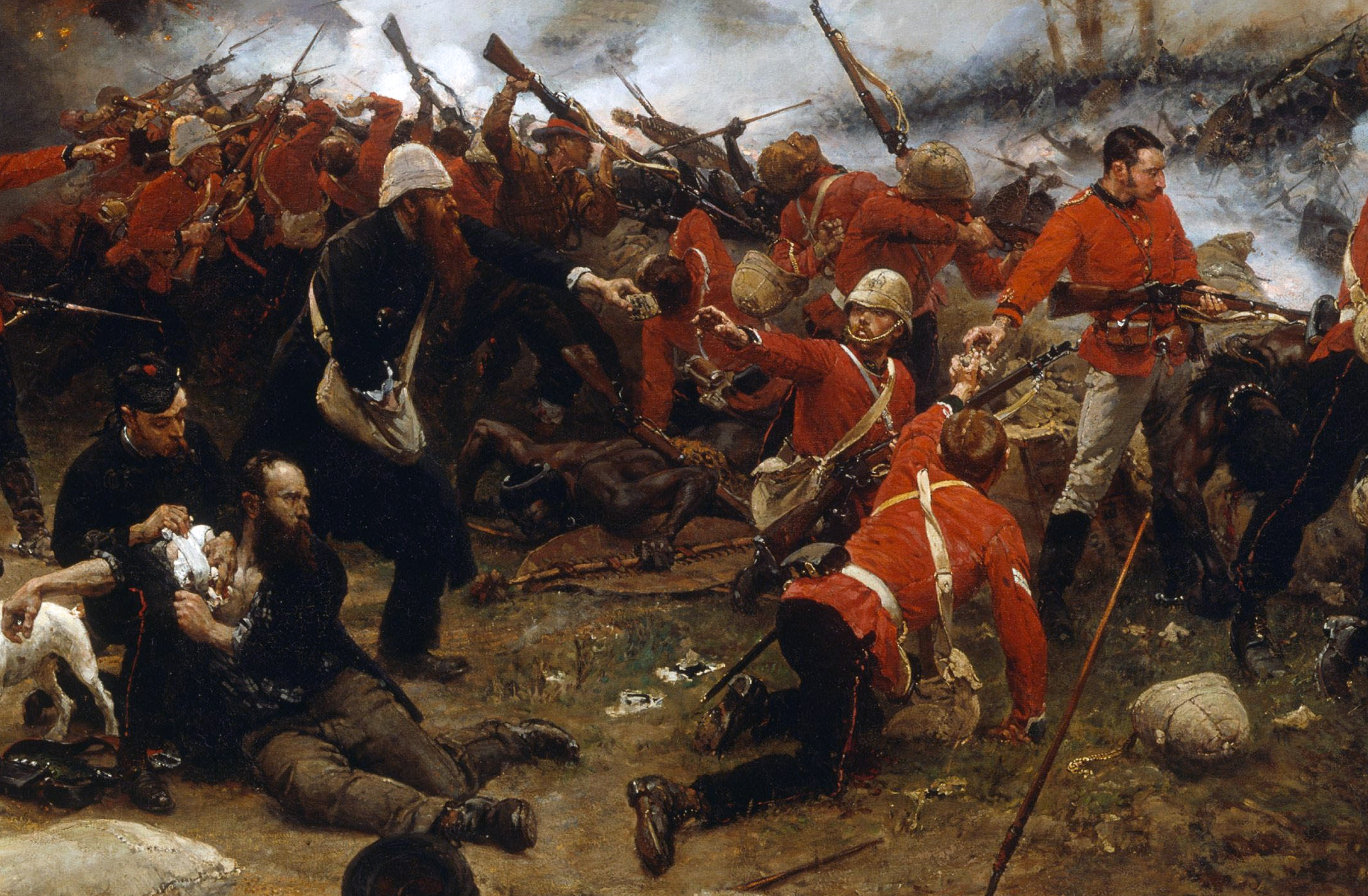
Деталь картини, що зображує Битву при Роркс-Дрифт під час англо-зулуської війни 11 січня — 4 липня 1879 року

У 1884 році золота лихоманка у Вітватерсранді спричинила значний наплив колоністів з Наталу до Трансваалю. Залізниці були ще далеко від кордону Трансваалю, а Наталь пропонував найближчий шлях для старателів з Капської колонії або з Європи. Дурбан незабаром був переповнений людьми, а Пітермаріцбург, який тоді був практично кінцевою станцією Натальської залізниці, став базою, звідки споряджалися майже всі експедиції на золоті копальні. Дорога до Де-Каапа на бичачих возах займала близько шести тижнів. «Курвеїнг» (перевезення волами) сам по собі становив велику індустрію. Через два роки, у 1886 році, було оголошено про відкриття золотих родовищ у Ранді, і хвиля торгівлі з Трансваалем, що вже почалася, невпинно зростала. Натальські колоністи не просто першими налагодили транспортний рух до нових золотих копалень; вони стали одними з перших власників шахт, і протягом кількох років багато найбільших гірничодобувних компаній мали свої головні офіси в Пітермаріцбурзі або Дурбані. Цього ж року (1886) залізниця досягла міста Ледісміт, а в 1891 році її було добудовано до кордону Трансваалю в Чарльзтауні, причому ділянка від Ледісміта на північ відкрила доступ до вугільних родовищ Данді і Ньюкасла. Таким чином, до ресурсів колонії додалася нова галузь промисловості.
Попит, який зростаюча торгівля пред'являла до єдиного порту Наталу, Дурбану, спонукав колоністів подвоїти свої зусилля для покращення порту Дурбан. Бурхливе море Індійського океану завжди розбивається об берег, навіть у найкращу погоду, і в гирлі кожної природної гавані утворюється бар. Поглиблення каналу над бар'єром у Дурбані, щоб пароплави могли заходити в гавань, було причиною праці та витрат протягом багатьох років. Портові роботи були розпочаті в 1857 році, були побудовані пірси і причали, імпортовані земснаряди, а також розгорнулися суперечки щодо різних схем поліпшення гавані. У 1881 році було створено портову раду під головуванням Гаррі Ескомба. Вона контролювала роботи з покращення морського проходу до 1893 року, коли зі створенням відповідального уряду її було скасовано. Роботи з удосконалення гавані, однак, продовжувалися енергійно, і, нарешті, в 1904 році були досягнуті такі успіхи, що в порт змогли заходити судна найбільшого класу. У той же час, залізнична система постійно розвивалася під керівництвом компанії «Натальська залізниця».
Протягом багатьох років серед колоністів велася агітація за самоврядування. У 1882 році колонії було запропоновано самоврядування в поєднанні з обов'язками самооборони. Пропозиція була відхилена, але в 1883 році законодавчу раду було реформовано таким чином, щоб вона складалася з 23 обраних і 7 призначених членів. У 1890 році вибори до ради привели до повернення більшості на користь прийняття самоврядування, а в 1893 році був прийнятий законопроект про створення відповідального уряду, який отримав санкцію імператорського уряду. На той час біле населення налічувало близько 50 000 осіб. Виборчий закон був складений таким чином, щоб запобігти отриманню виборчого права більш ніж кількома корінними жителями. Обмеження в цьому напрямку з'явилися ще в 1865 році, а в 1896 році був прийнятий закон, спрямований на виключення індіанців з виборчого права. Лідером партії, яка прагнула відповідального уряду, став Джон Робінсон, який приїхав до Наталу в 1850 році, був провідним журналістом колонії, членом законодавчої ради з 1863 року, обіймав різні офіційні посади. Тепер він став першим прем'єр-міністром і міністром колонії разом з Гаррі Ескомбом на посаді генерального прокурора і Ф. Р. Муром на посаді міністра у справах корінних народів.
Джон Робінсон залишався прем'єр-міністром до 1897 року, року, що ознаменувався приєднанням Зулуланду до Наталу. У 1898 році Наталь увійшов до Митного союзу, що вже існував між Капською колонією та Помаранчевою вільною державою.

## Англо-бурська війна та її наслідки

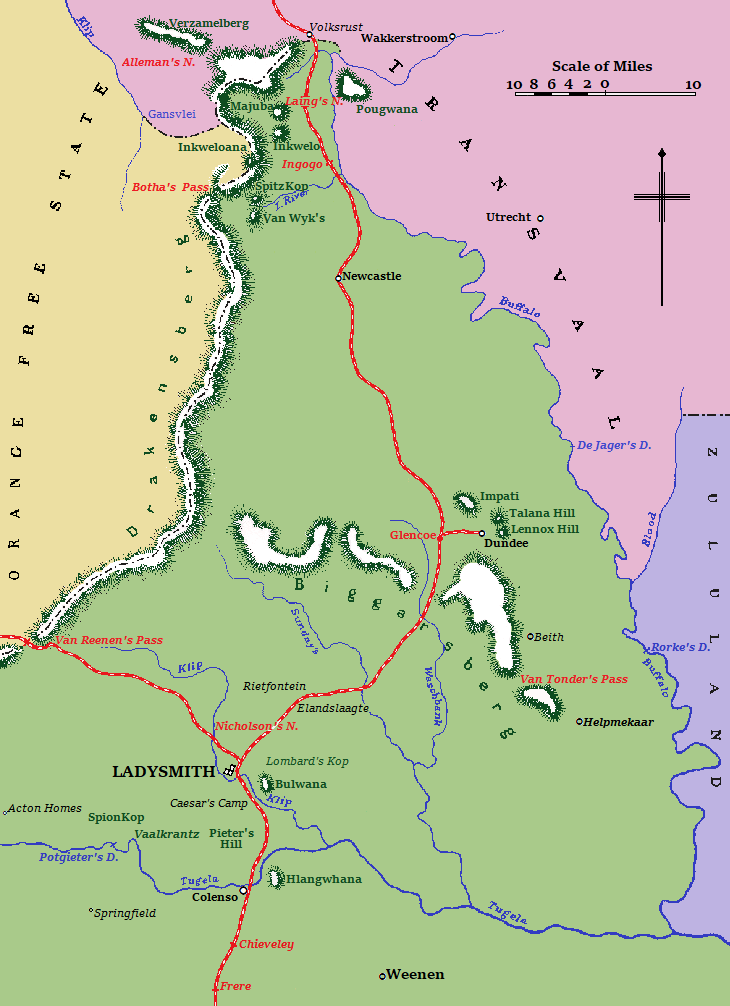
Театр воєнних дій на півночі Наталю

Друга англо-бурська війна розпочалася 11 жовтня 1899 року із захопленням бурами потягу «Наталь» на кордоні Оранжевого вільного штату. Бурські війська швидко окупували Ньюкасл. Було призначено ленддроста, а місто перейменовано на Вілджоенсдорп. У битві при Талана-Хілл 20 жовтня 1899 року біля Данді британські війська під командуванням Вільяма Пенна Саймонса розгромили бурські колони, але не змогли запобігти їхній втечі через шахрайське використання бурами прапорів Червоного Хреста. Британці відступили до Ледісміта. Бурські війська підійшли до Ледісміта і оточили місто, відрізавши його комунікації з півдня. Облога Ледісміта тривала до 28 лютого 1900 року, коли місто було звільнене військами під командуванням Редверса Буллера. За шість тижнів, що передували звільненню, лише від хвороб померло 200 осіб, а загалом через госпіталі пройшло 8424 особи. Допомога Ледісміта незабаром призвела до евакуації бурських військ з Наталу, які рушили на північ.
В результаті війни до території Наталу було приєднано частину території, що раніше входила до складу Трансваалю. До складу Наталу увійшли такі райони, як: Вріхейд, Утрехт і та частина округу Ваккерструм, яка була охоплена лінією, проведеною від північно-східного кута Наталу, на схід від Фольксрусту в північному напрямку до вершини хребта Драконові гори, вздовж цього хребта, що проходить трохи північніше міста Ваккерструм, до верхів'їв річки Понгола (нинішня назва — річка Фонголо), а звідти вздовж річки до кордону з округом Утрехта.
Округи, приєднані до Наталу, налічували близько 6 000 білих мешканців (переважно африканців) і близько 92 000 корінних жителів, а їхня площа становила майже 18 000 000 км2, так що ця анексія означала збільшення білого населення Наталу приблизно на одну десяту, корінного населення — також приблизно на одну десяту, а території — приблизно на одну четверту. Акт, що санкціонував анексію, був прийнятий протягом 1902 року, а території були офіційно передані Наталу в січні 1903 року.
Повоєнний період змінився комерційною депресією, хоча в Натал вона не була такою гострою, як в інших штатах Південної Африки. Уряд зустрів кризу з новим запалом в портових роботах, будівництві залізниць і розвитку видобутку природних ресурсів країни. У 1903 році було завершено будівництво залізниці до вугільних родовищ Зулуленду, і того ж року відкрито лінію до Вріхейду на новоприєднаних територіях. У подальшому Наталь побудував кілька залізничних ліній у східній частині колонії Оранжевої річки, відкривши таким чином нові ринки збуту для своєї продукції та полегшивши транзитну торгівлю. У серпні 1903 року уряд Хіме пішов у відставку, а на зміну йому прийшов уряд на чолі з Джорджем Саттоном, засновником плетіння тинів у Наталі та одним із піонерів вугледобувної промисловості. У травні 1905 року Саттона змінило коаліційне міністерство на чолі з Чарльзом Джоном Смайтом, який був міністром колоніальних справ за часів Хіме. Ці дещо часті зміни міністрів відображали, головним чином, розбіжності у ставленні до комерційних питань та політики щодо корінних жителів. Всі голландські колоністи, які приєдналися до бурських військ під час війни, були помилувані.
Вже в липні 1903 року ходили чутки, що Дінузулу, король зулусів, був незадоволений. Дінузулу, однак, залишався стриманим в той час як його народ перебував у стані збудження через інциденти, пов'язані з англо-бурською війною, коли він піддавався набігам бурських загонів і принаймні одного разу завдали удару у відповідь. Заворушення також проявлялися серед корінних жителів на захід від Тугели, але спочатку вони не викликали тривоги. Протягом 1903—1904 рр. Комісія у справах тубільців, до складу якої входили представники всіх штатів, зібрала свідчення про статус і умови життя тубільців. Її дослідження вказували на послаблення племінних зв'язків і відповідне зростання духу індивідуальної незалежності. Серед її рекомендацій було пряме політичне представництво тубільців у колоніальних законодавчих органах за новозеландським зразком, а також введення прямого оподаткування тубільців, яке не повинно було бути меншим за 1 фунт стерлінгів на рік, що сплачувався кожним дорослим чоловіком. Комісія також звернула увагу на недостатню кількість суддів і комісарів у справах корінних народів у деяких частинах Наталу. З деякими рекомендаціями комісари Наталу не погодилися, однак у 1905 році законодавчі збори Наталу ухвалили закон, яким запровадили виборчий податок у розмірі 1 фунта стерлінгів для всіх чоловіків старше 18 років у колонії, за винятком індіанців-індоєвропейців та корінних жителів, які сплачували податок на хатини (який становив 14 шилінгів на рік). Кожен європеєць був зобов'язаний сплачувати податок.
У 1906 році в колонії спалахнуло повстання Бамбата, спричинене нібито виборчим податком, і перекинулося на Зулуленд. Повстання було придушене колоніальними військами під командуванням полковника Дункана Маккензі, якому допомагав загін добровольців з Трансваалю. Бхамбата, вождь району Грейтаун, якого було зміщено за неправомірні дії, викрав призначеного замість нього регента. Його переслідували, і він втік до Зулуленду, де отримав значну допомогу. Він загинув у бою в червні, а до кінця липня повстання було придушене. Дінузулу, якого багато колоністів звинувачували в підбурюванні до повстання, протестував проти своєї лояльності до британців. Однак з часом уряд Наталу, занепокоєний серією вбивств білих у Зулуленді та свідченнями безперервних заворушень серед тубільців, переконався, що Дінузулу був причетний до повстанського руху. (Ще молодим, у 1889 році, він був засуджений за державну зраду і відправлений у заслання, але в 1897 році йому дозволили повернутися). Тепер війська під командуванням Дункана Маккензі увійшли до Зулуленду. Після цього Дінізулу здався у грудні 1907 року без опору і був вивезений до Пітермаріцбургу. Суд над ним затягнувся до листопада 1908 року, і лише в березні 1909 року було винесено вирок, який визнав його винним лише за незначним звинуваченням у переховуванні повстанців. Тим часом, у лютому 1908 року губернатор Метью Натан, який замінив Генрі МакКаллума в серпні 1907 року на цій посаді, здійснив поїздку до Зулуленду, під час якої було звільнено близько 1500 в'язнів, захоплених під час повстання 1906 року.
Міжколоніальна комісія займалася питанням тубільців, оскільки воно стосувалося Південної Африки в цілому; було вирішено, що необхідно провести розслідування на місцевому рівні, і в серпні 1906 року було призначено потужну комісію для вивчення становища тубільців Наталу. Загальні вибори, що відбулися наступного місяця, були присвячені політиці щодо корінних народів та заходам, необхідним для подолання комерційної депресії. Вибори, які засвідчили повернення чотирьох лейбористів, призвели до формування міністерської більшості дещо неоднорідного характеру, і в листопаді 1906 року Смайт подав у відставку, а його наступником став Фредерік Мур, який у своїй передвиборчій кампанії критикував міністерство Смайта за їхні фінансові пропозиції. Мур залишався прем'єр-міністром доти, доки ця посада не була скасована у зв'язку зі створенням Південно-Африканського Союзу. У серпні 1907 року було опубліковано звіт Комісії у справах корінних народів. Комісія заявила, що прірва між корінним населенням і поселенцями роками поглиблювалася і що зусилля адміністрації — особливо після надання відповідального управління — примирити корінне населення зі зміненими умовами правління і політики та перетворити його на елемент сили виявилися неефективними. Недостатньо було забезпечити їм, як це зробив уряд, мир і достатні засоби до існування. Комісія серед інших пропозицій щодо більш ліберальної і прихильної до корінних народів політики закликала до створення консультативної ради з питань корінних народів, наділеної дуже широкими повноваженнями. «Особисте правління», — заявляли вони, — «є запорукою успішного управління місцевим населенням». Заворушення в Зулуланді затримали прийняття рішення щодо звіту комісії. Але в 1909 році був прийнятий закон, який передав управління національними справами в руки чотирьох окружних комісарів, наділив міністра у справах національних меншин прямими виконавчими повноваженнями і створив Раду у справах національних меншин, до якої увійшли і неофіційні члени. Окружні комісари повинні були підтримувати тісний зв'язок з місцевим населенням, а рада мала діяти як «дорадчий, консультативний і організуючий орган».
31 травня 1910 року колонія Наталь стала провінцією Наталь, однією з провінцій-засновниць Південно-Африканського Союзу.

## Цукор та індійські робітники
Британські поселенці швидко зрозуміли, що прибережні землі придатні для вирощування тропічних і напівтропічних продуктів, і з 1852 року тут почали вирощувати цукор, каву, бавовну і маранту, а згодом каву замінили чаєм. Цукрова промисловість незабаром набула великого значення, і плантатори були змушені шукати велику кількість робітників. Місцеві жителі не зголошувалися в достатній кількості, тож довелося залучати робочу силу з Індії. Перші індійські робітники прибули до Наталу в 1860 році. Вони приїхали як наймані робітники, але після закінчення терміну контракту їм було дозволено оселитися в колонії. Індійське населення швидко зростало, індійці ставали садівниками, фермерами, лоточниками і торговцями. Єдиний серед південноафриканських штатів, Наталь запропонував індіанцям гостинний прийом.
Вже у 1893 році, коли Махатма Ґанді прибув до Дурбану, індійці складали майже половину неафриканського населення, а до 1904 року індійці переважали білих у Наталі. У 1894 році Ґанді допоміг заснувати Індійський конгрес Наталу для боротьби з дискримінацією індійців.

## Губернатори

Прапор губернатора Натальської колонії (1905—1907).

| Час перебування на посаді          | Портрет                   | Ім'я                               | Додаткова інформація                                                        |
| Спеціальний уповноважений          | Спеціальний уповноважений | Спеціальний уповноважений          | Спеціальний уповноважений                                                   |
| ---------------------------------- | ------------------------- | ---------------------------------- | --------------------------------------------------------------------------- |
| 10 травня 1843 по 31 травня 1844   |                           | Генрі Клоет                        |                                                                             |
| 31 травня 1844 по 4 грудня 1845    |                           | пряме управління Капською колонією | У цей час сер Перегрін Мейтленд обіймав посаду губернатора Капської колонії |
| Віце-губернатори                   |                           |                                    |                                                                             |
| 4 грудня 1845 по 1 серпня 1849     |                           | Мартін Томас Вест                  |                                                                             |
| 19 квітня 1850 3 березня 1855      |                           | Бенджамін Пайн                     | 1-й раз                                                                     |
| 5 листопада 1856 по 31 грудня 1864 |                           | Джон Скотт                         |                                                                             |
| 31 грудня 1864 по 26 липня 1865    |                           | Джон Маклін                        |                                                                             |
| 26 липня 1865 по 26 серпня 1865    |                           | Джон Веллеслі Томас                | Виконуючий обов'язки                                                        |
| 26 серпня 1865 по 24 травня 1867   |                           | Джон Джарвіс Біссет                | Виконуючий обов'язки                                                        |
| 24 травня 1867 по 19 липня 1872    |                           | Роберт Вільям Кейт                 |                                                                             |
| 19 липня 1872 по 30 квітня 1873    |                           | Ентоні Масґрейв                    |                                                                             |
| 30 квітня 1873 по 22 липня 1873    |                           | Томас Міллес                       | Виконуючий обов'язки                                                        |
| 22 липня 1873 по 1 квітня 1875     |                           | Сер Бенджамін Пайн                 | 2-й раз                                                                     |
| 1 квітня 1875 по 3 вересня 1875    |                           | Гарнет Волслі                      | Виконуючий обов'язки                                                        |
| 3 вересня 1875 по 20 квітня 1880   |                           | Сер Генрі Ернест Гаскойн Булвер    | 1st time                                                                    |
| 20 квітня 1880 по 5 травня 1880    |                           | Вільям Беллерс                     | Виконуючий обов'язки                                                        |
| 5 травня 1880 по 2 липня 1880      |                           | Генрі Х'ю Кліффорд                 | Виконуючий обов'язки                                                        |
| Губернатори                        |                           |                                    |                                                                             |
| 2 липня 1880 по 27 лиюого 1881     |                           | Сер Джордж Помрой Колі             |                                                                             |
| 17 серпня 1880 по 14 вересня 1880  |                           | Генрі Александер                   | Виконуючий обов'язки (замість Колі)                                         |
| 27 лютого 1881 по 3 квітня 1881    |                           | Сер Евелін Вуд                     | Виконуючий обов'язки                                                        |
| 3 квітня 1881 по 9 квітня 1881     |                           | Редверс Буллер                     | Виконуючий обов'язки                                                        |
| 22 грудня 1881 по 6 березня 1882   |                           | Чарльз Мітчелл                     | 1-й раз, Виконуючий обов'язки                                               |
| 6 березня 1882 по 23 жовтня 1885   |                           | Сер Генрі Ернест Гаскойн Булвер    | 2nd time                                                                    |
| 18 лютого 1886 по 5 червня 1889    |                           | Сер Артур Хевелок                  |                                                                             |
| 1 грудня 1889 по липень 1893       |                           | Чарльз Мітчелл                     | 2nd time                                                                    |
| липень 1893 по 27 вересня 1893     |                           | Френсіс Сеймур Хейден              | Виконуючий обов'язки                                                        |
| 28 вересня 1893 по 6 травня 1901   |                           | Сер Волтер Гелі-Гатчінсон          |                                                                             |
| 13 травня 1901 по 7 червня 1907    |                           | Сер Генрі МакКаллум                |                                                                             |
| 2 вересня 1907 по 23 грудня 1909   |                           | Сер Метью Нейтан                   |                                                                             |
| 17 січня 1910 по 31 травня 1910    |                           | Поль Метуен, 3-й барон Метуен      |                                                                             |

## Демографія

### Станом на 1904 рік
Дані про населення за переписом 1904 року:
| Категорія населення | Кількість | Відсоток (%) |
| Чорношкірі          | 904,041   | 81.53        |
| Азіати              | 100,918   | 9.10         |
| Білі                | 97,109    | 8.75         |
| Кольорові           | 6,686     | 0.60         |
| Загалом             | 1,108,754 | 100.00       |